# ديفيد جيربر
ديفيد جيربر (بالإنجليزية: David Gerber)‏ هو منتج تلفزيوني أمريكي، ولد في 25 يوليو 1923 في بروكلين في الولايات المتحدة، وتوفي في 2 يناير 2010 في لوس أنجلوس في الولايات المتحدة.

## وصلات خارجية
- ديفيد جيربر على موقع IMDb (الإنجليزية)
- ديفيد جيربر على موقع أول موفي (الإنجليزية)
- ديفيد جيربر على موقع قاعدة بيانات الأفلام السويدية (السويدية)
- ديفيد جيربر على موقع قاعدة بيانات الفيلم (الإنجليزية)
- ديفيد جيربر على موقع كينوبويسك (الروسية)